# اسپرینگ سیتی (تنسی)
اسپرینگ سیتی(به انگلیسی: Spring City) شهری در ایالت تنسی کشور ایالات متحده آمریکا است که جمعیت آن در سرشماری سال ۲۰۱۰ میلادی، ۱٬۹۸۱ نفر بوده‌است.